# Go for Broke!
Go for Broke! ist ein US-amerikanisches Kriegsdrama in Schwarz-weiß aus dem Jahr 1951. Er handelt von einem US-amerikanisches Infanterieregiment im Zweiten Weltkrieg, das fast ausschließlich aus japanisch-stämmigen Soldaten bestand. Regie führte Robert Pirosh, von dem auch das Drehbuch stammt. Die Hauptrollen spielten Van Johnson und Veteranen des dargestellten Regiments.

## Handlung
Der aus dem Mannschaftsstand zum Offizier beförderte Lieutenant Michael Grayson kommt ins Ausbildungslager seiner neuen Einheit. Obwohl selbst Texaner, durfte zu seinem Bedauern nicht zu seiner texanischen Muttereinheit, der 36. Division, zurückkehren. Stattdessen hat man ihm dem 442. Infanterieregiment zugeteilt. Dieses besteht ausschließlich aus japanisch-stämmigen Amerikanern, nur die Offiziere sind anfangs noch ausnahmslos weiß. Grayson nennt seine Untergebenen verächtlich „Japs“, wird aber von seinem Vorgesetzten belehrt, dass er sie „Nisei“ oder „Buddha-Heads“ nennen soll. Auf die Frage, warum sie nicht interniert seien, erfährt er, dass jeder der Soldaten mindestens dreimal überprüft wurde. Bei der Ausbildung ergeben sich Probleme, vor allem mit der Körpergröße der Soldaten. So sind selbst Uniformen der kleinsten Größe viel zu groß für Tommy Kamakura. Er muss sie sich selbst zurechtschneiden. Auch die Hindernisse des üblichen Hindernisparcours sind zu groß, was aber mit trickreicher Zusammenarbeit überwunden wird. Eines Tages demonstriert Grayson seinen Soldaten einen „schmutzigen Trick“, einen Griff, mit dem man einen Gegner sicher festhalten kann, an einem Sergeant. Als er diesen auffordert, sich zu befreien, findet er sich umgehend auf dem Boden liegend wieder.
Bald wird das Regiment zur Front verlegt. Die meisten würden es vorziehen, im Pazifik zu kämpfen, doch sie werden nach Italien versetzt. Selbst Grayson erfährt dies erst kurz vor der Ankunft dort, und auch das nur durch einen Trick. Zunächst kommt es allerdings nicht zum Feindkontakt, die Truppe muss nun von Neapel aus nach Norden marschieren. Während einer Pause lässt sich Grayson von der schönen Italienerin Rosina in deren Wohnung einladen. Von ihr erfährt er nebenbei, dass kurz zuvor ein Offizier der 36. Division dort gewesen ist. Da er das Ende der Pause nicht bemerkt, bleibt er zu lange bei Rosita und muss seiner Einheit hinterhereilen. Er erreicht sie erst bei der nächsten Pause. Beim Wasserholen werden Tommy und Sam von zwei Soldaten des 100. Bataillons, das ebenfalls aus Nisei besteht, an einem Weinberg zum Trinken von etwas eingeladen, das sie Wein nennen, was sie aber mit Hilfe von gepflückten Trauben sehr schnell erzeugen. Plötzlich werden sie aus dem Hinterhalt beschossen, wobei einer der beiden Soldaten des 100. tödlich getroffen wird. Die anderen drei kämpfen sich den Weinberg hoch und können schließlich die beiden Schützen mit einer Handgranate töten. Bei der Durchsuchung des Hauses neben dem Schützenstand finden sie ein Ferkel, das Tommy Kamakura mitnimmt und adoptiert. Er wird es auf dem weiteren Weg mitschmuggeln und mehrere Kaufangebote ausschlagen. Auf dem weiteren Vormarsch werden die Kämpfe immer intensiver. So sehr, dass das 442. beginnt, sich einen Namen zu machen, was auch die Situation der Familien in den Lagern deutlich verbessert, wie sie der Post von zu Hause entnehmen können. Kurz darauf gelingt es ihnen unter großen Verlusten, auch Tommy wird verletzt, einen durch Maschinengewehre geschützten gegnerischen Stützpunkt einzunehmen, bevor er aufgelöst wird. Dadurch gewinnen die Soldaten Graysons Respekt.
Kurz darauf wird die Einheit nach Frankreich versetzt. Es geht über Marseille in die Vogesen, wo sie in der Ardennenoffensive kämpfen sollen. Wegen Graysons ständiger Anfragen, in die 36. versetzt zu werden, wird nun das gesamte 442. der 36. angegliedert. Grayson soll Verbindungsoffizier werden, er hat aber mittlerweile verstanden, dass er bei seiner Truppe bleiben will. Tommy hat sein Schwein von einer französischen Familie betreuen lassen. Als er es wieder an sich nehmen will, bezahlt er den Vater mit Zigaretten, der dortigen faktischen Währung. Der erzählt ihm aber, dass seine Kinder hungern und in der Gegend kein Essen mehr zu bekommen ist, auch nicht mit Zigaretten. Als er sieht, wie sehr die Familie hungert, überlässt Tommy ihnen mit Tränen in den Augen sein Schwein. Kurze Zeit später trifft Grayson in einer Bar zufällig auf Culley, seinen alten Sergeant aus der 36. Dieser macht sich öffentlich über die japanischen Amerikaner lustig. Grayson bittet ihn ins Freie und macht ihm klar, dass er das nicht dulden werde. Darüber kommt es zu einer Prügelei zwischen den beiden. Kurze Zeit später kommt die Nachricht, dass die 36., mit der Grayson unterwegs ist, in den Vogesen von deutschen Truppen eingeschlossen wurde und große Verluste erlitten hat. Sie lagern nun in einem Tal, direkt an einem Hügel, auf dem sich eine gegnerische Einheit befestigt hat. Das 442. bekommt den Auftrag, diese Stellung von der anderen Seite her anzugreifen, wozu sie sich durch einen verminten Wald kämpfen müssen. Schließlich gelingt ihnen die Einnahme der Stellung, wodurch die eingeschlossene Truppe befreit werden kann. Das 442. kehrt daraufhin nach New York zurück, wo die Soldaten als Helden empfangen und ausgezeichnet werden.

## Hintergrund
Nach dem großen Erfolg von Kesselschlacht wollte Produzent Dore Schary einen Film über die Internierungslager japanischstämmiger Amerikaner drehen. Er verpflichtete den Drehbuchautor von Kesselschlacht, Robert Pirosh, eine entsprechende Geschichte zu schreiben. Pirosh hatte bei den Recherchen für Kesselschlacht vom 442. Regimental Combat Team gehört. Bald beschlossen Schary und Pirosh, das Thema von einer positiveren Seite zu verfilmen und die Geschichte dieser militärischen Einheit zu erzählen. Dore Schary schrieb in seiner Autobiografie, dass viele der im Film dargestellten Geschichten auf tatsächlichen Gegebenheiten beruhen.
Das 442. Regimental Combat Team bestand, abgesehen von den Offizieren, ausschließlich aus Nisei, also in den USA geborenen Söhnen japanischer Einwanderer. Das Regiment wurde 1943 gegründet und hatte  im Zweiten Weltkrieg die größten Verluste aller US-amerikanischen Einheiten. Es erhielt aber auch die meisten Auszeichnungen, insgesamt über 18.000 einzelne Auszeichnungen, darunter 9486 Purple Hearts und 5200 Bronze Stars. Zudem erhielt die Einheit fünf Presidential Unit Citations innerhalb von 20 Tagen, was sonst noch keiner Einheit gelang. Insgesamt waren es sieben, auch das gab es vorher nicht. Zudem waren sie, zumindest bis 2007, die einzige Einheit überhaupt, die bei ihrer Rückkehr vom US-Präsidenten empfangen wurde. Die bekannteste Aktion des 442. war die Rettung  des texanischen Bataillons, von der der Film berichtet. Sie waren auch an der Befreiung des Konzentrationslagers Dachau beteiligt. Go for Broke! (auf Deutsch etwa Geh’ aufs Ganze! oder Alles oder Nichts!) war der Schlachtruf des 442. Regimental Combat Teams. Während der Ausdruck mittlerweile in der englischen Sprache allgemein bekannt ist, war das Anfang der 1950er Jahre noch nicht so. Zumindest wurde die Bedeutung sowohl im Film als auch in vielen zeitgenössischen Kritiken erklärt.
Robert Pirosh war 1951 zwar ein erfahrener Drehbuchautor und hatte für Kesselschlacht einen Oscar gewonnen, Go for Broke! war aber der erste Film, bei dem er Regie führte. Er hatte sich die Aufgabe einfacher vorgestellt, fürchtete sie aber trotzdem, und hatte noch viel zu lernen, wie er später zugab. Hauptdarsteller Van Johnson, den er bereits von Kesselschlacht her kannte, machte ihm die Aufgabe leichter, und es half auch, dass die anderen Schauspieler ziemlich unbekannt waren. Dies lag unter anderem daran, dass Lane Nakano, George Miki, Akira Fukunaga, Ken K. Okamoto, Henry Oyasato und Harry Hamada wesentliche Nisei spielten. Sie wurden im Vorspann als „Helden des 442. Regimental Combat Teams“ vorgestellt. Für Gianna Maria Canale war Go for Broke! der erste Hollywoodfilm, nachdem sie MGM bei den Dreharbeiten zu Quo vadis? aufgefallen war.
Das Szenenbild von Go for Broke! stammte von Cedric Gibbons und Eddie Imazu sowie von Edwin B. Willis, hauptverantwortlicher Maskenbildner war William Tuttle. Der kurz zuvor von MGM verpflichtete David Bradley trainierte die Veteranen für den Film. Mike Masaoka, der erste japanischstämmige Freiwillige vom US-amerikanischen Festland, war technischer Berater. Go for Broke! wurde vom 25. September bis Mitte November 1950 gedreht. Gedreht wurde in den Studios der Produktionsfirma Metro-Goldwyn-Mayer sowie in den Bergen von Idyllwild.

### Veröffentlichung
Go for Broke wurde Mitte Januar 1951 in einem speziellen Preview in Miami Beach gezeigt. Danach beurteilte Produzent Dore Schary eine Szene, in der US-Präsident Harry S. Truman eine Einheit aus Hawaii bei ihrer Rückkehr empfing, als antiklimaktisch, und ließ sie aus dem Film herausschneiden. Mitte März folgte eine Aufführung für Truman und seinen Stab. Die offizielle Uraufführung fand am 4. Mai 1951 in Honolulu, Hawaii, statt. Weitere Premierenfeiern wurden in Tokio, Hollywood, New York, Philadelphia, Washington und Houston organisiert. Der US-amerikanische Kinostart war am 25. Mai 1951. Der Film wurde von MGM vertrieben. Über eine Aufführung im deutschsprachigen Raum ist nichts bekannt.

## Rezeption

### Einspielergebnis
Go for Broke! spielte 1951 etwa 2,5 Millionen US-Dollar ein und erreichte damit Platz 20 in der Liste der an den Kinokassen der USA erfolgreichsten Filme des Jahres. Der Film wird daher als mäßiger Erfolg angesehen. In Japan lief er sehr viel besser, weshalb Dore Schary ihn als großen Erfolg betrachtete.

### Kritiken
Go for Broke! wurde von den meisten Kritikern als gut bewertet, gar nicht so wenige lobten den Film sehr, besonders die zeitgenössischen Kritiker. Die wenigen eher schlechten Bewertungen sind tendenziell neueren Datums. Einige Kritiker sahen in Go for Broke! in erster Linie den Kriegsfilm. Dennis Schwartz stufte ihn trotz der menschlichen Geschichte als Routinekriegsfilm ein, während andere ihn in den höchsten Tönen lobten. Wieder andere sahen eher das Drama, teilten aber die Begeisterung. Clyde Gilmour empfahl zudem den Film sehr, explizit auch denen, die üblicherweise keine Kriegsfilme sehen wollen. Außerdem wird gern und erfreut auf die witzige Seite des Films hingewiesen, wie auch auf die herzergreifende Szene mit dem Schwein. Es gab aber auch negative Meinungen, die in dem Film eine Kuriosität, ja einen Fehler nennen. Robert Pirosh wird viel gelobt. Die Geschichte sei sachlich und objektiv erzählt, und einfach zu verstehen. Auch seine Leistung als Regisseur fand viel Applaus. So habe er seine eigene Vorlage großartig verfilmt, die Regie sei großartig, einfühlsam und intim. Auch die Kameraarbeit von Paul C. Vogel wird lobend erwähnt.
Intensiv diskutiert wurde die Frage, wie gut und erfolgreich Go for Broke! die Kritik an der rassistischen Diskriminierung japanischstämmiger Amerikaner im Allgemeinen und der Internierung während des Zweiten Weltkriegs im Besonderen darstelle. So wurde von einem unbeholfenen Versuch, rassistische Probleme zu beheben geschrieben, der gescheitert sei. William Poster lobte neben den guten Leistungen zwar auch die Absicht, das Publikum davon zu überzeugen, dass die japanischstämmigen Amerikaner mit einer angemessen demokratischen Haltung zu behandeln seien. Dies sei fraglos angebracht und würde vermutlich einen Dienst an der Öffentlichkeit leisten, wenn der Film überzeugend wäre. Das sei er aber nicht, weil alle Figuren diese Haltung bereits lebten oder relativ einfach davon zu überzeugen seien. Deswegen wirke der Film zahnlos, besonders im Vergleich zu den scharf kritisierenden Filmen der Zeit. Andererseits wurde dem Film bestätigt, bewegend und kraftvoll für eine unterdrückte Gruppe von Amerikanern zu sprechen, kompromisslos in seinen Ansichten zu sein und eine kraftvolle Lektion in rassischer Toleranz und Freundlichkeit zu bieten. Vor allem aber wird gelobt, dass die soziale Seite sachlich und nie übertrieben dargestellt werde, ohne zu predigen. Zudem wurde betont, dass die Nisei real, menschlich und ernsthaft dargestellt seien. Der kritischen Bemerkung, dass die Internierungscamps im Film ignoriert würden, wird entgegengesetzt, dass die Soldaten diese Camps niemals vergessen würden, der Film aber nicht viel Aufhebens darum mache. Er zeige dagegen die Würde und den Mut, die nötig seien, um Vorurteile zu überwinden. Eine besondere Leistung des Filmes sei es, klarzumachen, dass die Nisei von den Camps wussten und es ihnen auch klar gewesen sei, dass die Ungleichbehandlung sich auch nach dem Krieg fortsetzen würde, sie sich aber trotzdem freiwillig gemeldet hätten.
Auch die Schlachtszenen waren ein Thema. Es seien einige sehr gute in diesem Film, die überdurchschnittlich gut gemacht seien. Sie wirkten weniger gestellt, als in fast allen anderen Filmen, und es seien zwar nicht so viele, doch kämen sie immer mit einem Knall. Go for Broke! wurde auch mehrfach mit dem Film Kesselschlacht aus dem Jahr 1950 verglichen, der ebenfalls von Dore Schary und Robert Pirosh stammte und Van Heflin in einer Hauptrolle hatte. Ähnlich sei die formelhafte Art, mit der die Soldaten eingesetzt wurden, sowie die Gespräche der Soldaten untereinander und die Schlachtszenen. Alles in allem sei Go for Broke! nicht so gut oder auch mindestens doppelt so gut wie Kesselschlacht. Es sei mitreißender, aber auch die witzigere Komödie. Zudem gehe es auch mehr zu Herzen.
Auch die Besetzung sei in Ordnung bis sehr gut, wobei Van Johnson herausrage. Er zeige eine durchdachte Leistung, die Entwicklung seiner Ansicht zu den Nisei sei glaubwürdig und rührend dargestellt, auch wenn sie vorhersehbar sei. Die Idee, einige der Niseisoldaten durch echte Veteranen des 442. Regiments darstellen zu lassen, wurde positiv beurteilt. Dies wirke authentischer. Die Soldaten werden exzellent dargestellt, und die Darsteller seien wundervoll, auch wenn ihnen ein bisschen der Lack fehle. Henry Nakamura wurde dabei hervorgehoben. Doch seien die limitierten schauspielerischen Möglichkeiten nicht hilfreich für die Dramaturgie gewesen.

### Nominierung
Bei der Oscarverleihung 1952 war Robert Pirosh in der Kategorie Bestes Originaldrehbuch nominiert. Der Oscar ging an Alan Jay Lerner für Ein Amerikaner in Paris.

### Copyright
Go for Broke! war einer der acht Filme von MGM (andere waren zum Beispiel Tal der Rache, Königliche Hochzeit und Ein Geschenk des Himmels), die zwar im ersten Halbjahr 1951 veröffentlicht wurden, in denen die Copyrightnotiz aber das Jahr 1950 angab. Erst als MGM 1979, also 28 Jahre nach Veröffentlichung, die notwendige Copyrightverlängerung beantragte, kam heraus, dass der Antrag wegen der Notiz bereits 1978 hätte erfolgen müssen und das Copyright bereits verfallen war. Daher sind diese Filme seitdem in den USA in der Public Domain. Daher kann Go for Broke! zum Beispiel in Archive.org angesehen werden.